# العلاقات الأردنية السورينامية
العلاقات الأردنية السورينامية هي العلاقات الثنائية التي تجمع بين الأردن وسورينام.

## مقارنة بين البلدين
هذه مقارنة عامة ومرجعية للدولتين:
| وجه المقارنة                                              | الأردن                   | سورينام                        |
| --------------------------------------------------------- | ------------------------ | ------------------------------ |
| المساحة (كم2)                                             | 89.34 ألف                | 163.27 ألف                     |
| عدد السكان (نسمة)                                         | 9.81 مليون               | 563.40 ألف                     |
| الكثافة السكانية (ن./كم²)                                 | 109.81                   | 3.45                           |
| العاصمة                                                   | عمان                     | باراماريبو                     |
| اللغة الرسمية                                             | اللغة العربية            | اللغة الهولندية                |
| العملة                                                    | دينار أردني              | دولار سورينامي، غيلدر سورينامي |
| الناتج المحلي الإجمالي (بليون دولار)                      | 40.07 مليار              | 3.32 مليار                     |
| الناتج المحلي الإجمالي (تعادل القوة الشرائية) بليون دولار | 82.80 مليار              | 9.07 مليار                     |
| الناتج المحلي الإجمالي الاسمي للفرد دولار أمريكي          | 4.94 ألف                 | 9.48 ألف                       |
| الناتج المحلي الإجمالي للفرد دولار أمريكي                 | 12.05 ألف                | 16.64 ألف                      |
| مؤشر التنمية البشرية                                      | 0.748                    | 0.714                          |
| رمز المكالمات الدولي                                      | +962                     | +597                           |
| رمز الإنترنت                                              | .jo                      | .sr                            |
| المنطقة الزمنية                                           | ت ع م+02:00، ت ع م+03:00 | 00                             |

## منظمات دولية مشتركة
يشترك البلدان في عضوية مجموعة من المنظمات الدولية، منها:
| علم المنظمة | اسم المنظمة                        | تاريخ انضمام الأردن | تاريخ انضمام سورينام |
| ----------- | ---------------------------------- | ------------------- | -------------------- |
|             | يونسكو                             | 14 يونيو 1950       | 16 يوليو 1976        |
|             | وكالة ضمان الاستثمار متعدد الأطراف | 12 أبريل 1988       | 2 يوليو 2003         |
|             | الأمم المتحدة                      | 14 ديسمبر 1955      | 4 ديسمبر 1975        |
|             | الاتحاد البريدي العالمي            | ?                   | ?                    |
|             | البنك الدولي للإنشاء والتعمير      | 29 أغسطس 1952       | 27 يونيو 1978        |
|             | منظمة التعاون الإسلامي             | ?                   | ?                    |
|             | منظمة حظر الأسلحة الكيميائية       | ?                   | ?                    |
|             | الاتحاد الدولي للاتصالات           | 20 مايو 1947        | 15 يوليو 1976        |
|             | مؤسسة التمويل الدولية              | 20 يوليو 1956       | 1 سبتمبر 2011        |
|             | منظمة التجارة العالمية             | ?                   | ?                    |
|             | منظمة الشرطة الجنائية الدولية      | ?                   | ?                    |

## وصلات خارجية
- موقع وزارة الخارجية الأردنية
- موقع وزارة الخارجية السورينامية